# ラブリーホラー〜おちゃめなゆうれい〜
『ラブリーホラー〜おちゃめなゆうれい〜』は、1988年10月にSTUDIO ANGELが開発、全流通が発売したアダルトアドベンチャーゲームである。

## 概要
全流通によるアダルトアドベンチャーゲームである。コマンド選択タイプ。後述、あらすじの通り、幽霊退治が主題となっており、幽霊退治のための選択を誤ると、逆に幽霊に取り殺されてしまう演出となっている。

## あらすじ
学生である主人公「たつや」が入居することとなった美人荘は、実は幽霊騒動のあるアパートだった。入居の初日、美人荘の現管理人「おがわくみこ」から事情を聞かされる。入居者は全て女性で、2年ほど前よりちょくちょく男性が入れ替わり立ち替わり訪れることから、近所では売春宿の疑いが立っていたのだという。そして真相を探るため、当時の管理人である「くみこ」の父が泊り込みで調べていたところ、行方不明に。さらには、アパートを取り壊そうとした「くみこ」の母が病気に。
お祓いの人に見てもらうと、アパートに幽霊が取り付いているのだという。そして、やがて一人の男性がやってきて幽霊を退治し、「くみこ」はその者と結ばれるのだと。「たつや」は「くみこ」の依頼を受け、幽霊退治に乗り出すのだった。

## 登場人物
たつや
主人公。学生。くみこから依頼を受け、美人荘26号室に入居し、幽霊退治に向けて調査を開始する。
おがわくみこ
作品の舞台である美人荘の現管理人。
なべしまよしこ（ミコ）
美人荘25号室の住人。アイドル歌手。ねこばけが取り付いている。
みはる
美人荘の住人。27歳。隣町にある、ておくれ病院の看護婦。お岩が取り付いている。
みつこ
美人荘の住人。みはるの娘。
みちこ
美人荘の住人。ファッションデザイナー。ろくろ首が取り付いている。
きくえ
美人荘27号室の住人。近所の喫茶店のウェイトレス。お菊が取り付いている。
はなぞのつゆこ
美人荘の住人。同町の巡査。お露が取り付いている。
ゆき
美人荘21号室の住人。スチュワーデス。雪女が取り付いている。